# المخادع (فلم)
المخادع (بالإنجليزية: The Prankster) فيلم كوميدي أمريكي للمراهقين لعام 2010 من إخراج توني فيدال ويضم مات أنجيل وداني ماكس وكونال شارما وبريستون ديفيس وماديسون رايلي وفيرونيكا سيكستوس في الأدوار الرئيسية، وجورج كوررافيس وروبرت آدمسون وديفون ويركهايزر وكيرت فولر وجارب دوبلايز وألي ماكي في الأدوار المساندة. أنتج الفيلم وأخرجه وكتبه توني فيدال وكان أول ظهور له كمخرج. تم تصويره في مدرسة سان رافائيل الثانوية .

## نمط القصة
المخادعون هم مجتمع سري يصحح أخطاء المدرسة الثانوية. يتوق زعيمها، كريس، إلى المزيد مع اقتراب التخرج. بتوجيه من عمه غريب الأطوار نيك، ينطلق كريس في طريق مليء بالتحديات لاكتشاف الذات والرومانسية.

## طاقم التمثيل
- مات إنجيل مثل كريس كاراس
- داني ماكس في دور لاري فاسكو
- كونال شارما في دور فيش أمريتراج
- بريستون ديفيس في دور ناثان أوول
- ماديسون رايلي في دور تيفاني فاولر
- فيرونيكا سيكستوس في دور ماريا ريفيرا
- جورج كوررافيس في دور نيك كاراس / العم نيك [3]
- ديفون ويركيسير بدور براد بوريس
- كيرت فولر في دور دين بيكارينو
- جارب دوبليس في دور بلوتو ووجونوفسكي
- علي ماكي بدور كاساندرا ياماغوتشي
- روبرت أدامسون في دور إريك هود

## روابط خارجية
المخادع  في قاعدة بيانات الأفلام على الإنترنت (بالإنجليزية)